# Lessolo
Lessolo és un comune (municipi) de la ciutat metropolitana de Torí, a la regió italiana del Piemont, situat a uns 45 quilòmetres al nord de Torí. A 1 de gener de 2019 la seva població era de 1.820 habitants.